# Sommerfugl (film fra 2017)
|  | Denne artikel er oprettet af botten Steenthbot ud fra en ekstern database. Den kan derfor have sproglige fejl eller mangler. Denne skabelon kan fjernes efter kontrol af indholdet. |

 For alternative betydninger, se Sommerfugl (flertydig). (Se også artikler, som begynder med Sommerfugl)
Sommerfugl er en dansk børnefilm fra 2017 instrueret af Haesam Jakir.

## Handling
Anas møder under sit fangenskab kvinden Ziba, der har været udsat for voldtægt i fængslet og har født en søn.

## Medvirkende
- Haesam Jakir, Anas
- Line Vejgaard Kjær, Afaf
- Ellaha Lack, Ziba